# Śladków Górny (gromada)
Śladków Górny – dawna gromada, czyli najmniejsza jednostka podziału terytorialnego Polskiej Rzeczypospolitej Ludowej w latach 1954–1972.
Gromady, z gromadzkimi radami narodowymi (GRN) jako organami władzy najniższego stopnia na wsi, funkcjonowały od reformy reorganizującej administrację wiejską przeprowadzonej jesienią 1954 do momentu ich zniesienia z dniem 1 stycznia 1973, tym samym wypierając organizację gminną w latach 1954–1972.
Gromadę Śladków Górny siedzibą GRN w Śladkowie Górnym utworzono – jako jedną z 8759 gromad na obszarze Polski – w powiecie łęczyckim w woj. łódzkim, na mocy uchwały nr 32/54 WRN w Łodzi z dnia 4 października 1954. W skład jednostki weszły obszary dotychczasowych gromad Śladków Górny, Śladków Rozlazły, Śladków Podleśny, Małachowice wieś i Małachowice kolonia ze zniesionej gminy Rogóźno w tymże powiecie. Dla gromady ustalono 11 członków gromadzkiej rady narodowej.
Gromadę zniesiono 1 stycznia 1959, a jej obszar włączono do gromad Wypychów (wieś i kolonię Śladków Górny, wieś i kolonię Śladków Rozlazły, wieś Śladków Podleśny i kolonię Śladkówek) i Sokolniki (wieś, kolonię, parcelację i osadę Małachowice) w tymże powiecie.